# Руєво
45°38′ пн. ш. 15°26′ сх. д. / 45.63° пн. ш. 15.44° сх. д.
Руєво (хорв. Rujevo) — населений пункт у Хорватії, в Карловацькій жупанії у складі міста Озаль.

## Населення
Населення за даними перепису 2011 року становило 11 осіб.
Динаміка чисельності населення поселення: